# دوري كرة القدم السلوفيني الدرجة الثالثة 2005–06
دوري كرة القدم السلوفيني الدرجة الثالثة 2005–06 هو موسم من دوري كرة القدم السلوفيني الدرجة الثالثة ‏. فاز فيه ND Mura 05 ‏.